# علي الصايغ
علي أحمد الصايغ، لاعب كرة قدم سعودي.

## مسيرة اللاعب
لعب سابقاً في نادي الترجي ونادي النور.